# Martinsheim
Martinsheim er en kommune i Landkreis Kitzingen i Regierungsbezirk Unterfranken, i den tyske delstat Bayern. Den er en del af Verwaltungsgemeinschaft Marktbreit.

## Geografi
Martinsheim er den sydligste kommune i landkreisen og ligger ved grænsen til Mittelfranken mellem den tidligere landkreis Ochsenfurter Gau og naturpark Steigerwald.